# Ruder-Weltmeisterschaften 2006
Die Ruder-Weltmeisterschaften 2006 fanden vom 20. August bis 27. August 2006 auf dem Dorney Lake bei Eton (GB) statt. Die Regatta wurde vom Weltruderverband (FISA) ausgerichtet.
Insgesamt traten ca. 1100 Sportler und Sportlerinnen aus 64 Nationen an. Der Deutsche Ruderverband bestritt mit 80 Ruderinnen und Ruderern die Regatta und stellte somit, nach den USA, das zweitgrößte Kontingent.

## Ergebnisse

### Männer
| Bootsklasse                                  | Gold | Gold    | Silber | Silber  | Bronze | Bronze  |
| -------------------------------------------- | --- | ------- | --- | ------- | --- | ------- |
| Einer (M1x)                                  | Neuseeland Mahé Drysdale | 6:35,40 | Deutschland Marcel Hacker | 6:35,49 | Tschechien Ondřej Synek | 6:37,51 |
| Leichtgewichts-Einer (LM1x)                  | Vereinigtes Königreich Zac Purchase | 6:47,82 | Spanien Juan Zunzunegui Guimerans | 6:50,14 | Neuseeland Duncan Grant | 6:52,73 |
| Doppelzweier (M2x)                           | Frankreich Jean-Baptiste Macquet Adrien Hardy | 6:07,60 | Slowenien Luka Špik Iztok Čop | 6:09,79 | Vereinigtes Königreich Matthew Wells Stephen Rowbotham | 6:10,95 |
| Leichtgewichts-Doppelzweier (LM2x)           | Dänemark Mads Rasmussen Rasmus Quist | 6:11,42 | Italien Marcello Miani Elia Luini | 6:14,90 | Frankreich Fabrice Moreau Frédéric Dufour | 6:15,94 |
| Doppelvierer (M4x)                           | Polen Konrad Wasielewski Marek Kolbowicz Michał Jeliński Adam Korol                                                                                      | 5:38,99 | Ukraine Wolodymyr Pawlowskyj Dmytro Prokopenko Serhij Bilouschtschenko Serhij Hryn                                                                                            | 5:40,47 | Estland Allar Raja Igor Kuzmin Tõnu Endrekson Andrei Jämsä | 5:41,23 |
| Leichtgewichts-Doppelvierer (LM4x)           | Italien Gardino Pellolio Daniele Gilardoni Luca Moncada Daniele Danesin                                                                                  | 5:53,83 | Deutschland Kai Anspach Martin Rückbrodt Knud Lange Christoph Schregel | 5:55,87 | Frankreich Bastien Tabourier Quentin Colard Maxime Goisset Rémi Di Girolamo                                                                                         | 5:57,42 |
| Zweier ohne Steuermann (M2-)                 | Australien Drew Ginn Duncan Free | 6:18,00 | Neuseeland Nathan Twaddle George Bridgewater | 6:19,13 | Kanada Kevin Light Malcolm Howard | 6:21,83 |
| Leichtgewichts-Zweier ohne Steuermann (LM2-) | Deutschland Ole Rückbrodt Felix Otto | 6:28,41 | Spanien Juan Manuel Florido Pellon Jesus Gonzales Alvarez | 6:30,17 | Italien Andrea Caianiello Salvatore Di Somma | 6:30,64 |
| Zweier mit Steuermann (M2+)                  | Serbien Nikola Stojić Jovan Popović Ivan Ninković (Stm.)                                                                                                 | 6:51,27 | Italien Francesco Gabriele Dario Cerasola Andrea Riva (Stm.) | 6:54,39 | Kanada James Byrnes Derek O’Farrell Brian Price (Stm.) | 6:55,41 |
| Vierer ohne Steuermann (M4-)                 | Vereinigtes Königreich Steve Williams Peter Reed Alex Partridge Andrew Triggs Hodge                                                                      | 5:43,75 | Deutschland Gregor Hauffe Toni Seifert Urs Käufer Filip Adamski | 5:44,64 | Niederlande Geert Cirkel Jan-Willem Gabriëls Matthijs Vellenga Gijs Vermeulen                                                                                       | 5:45,54 |
| Leichtgewichts-Vierer ohne Steuermann (LM4-) | Volksrepublik China Zhongming Huang Chongkui Wu Zhang Lin Jun Tian                                                                                       | 5:49,43 | Frankreich Franck Solforosi Jeremy Pouge Jean-Christophe Bette Fabien Tilliet                                                                                                 | 5:51,26 | Irland Gearóid Towey Eugene Coakley Richard Archibald Paul Griffin                                                                                                  | 5:51,35 |
| Vierer mit Steuermann (M4+)                  | Deutschland Jan-Martin Bröer Matthias Flach Philipp Naruhn Florian Eichner Martin Sauer (Stm.)                                                           | 6:05,77 | Kanada Max Lang Chris Aylard Robert Gibson Will Crothers Stephen Cheng (Stm.)                                                                                                 | 6:06,47 | Neuseeland James Dallinger Steven Cottle Paul Gerritsen Dane Boswell Daniel Quigley (Stm.)                                                                          | 6:07,37 |
| Achter (M8+)                                 | Deutschland Jörg Dießner Sebastian Schulte Stephan Koltzk Philipp Stüer Jan Tebrügge Ulf Siemes Thorsten Engelmann Bernd Heidicker Peter Thiede (Stm.)   | 5:21,85 | Italien Lorenzo Carboncini Niccolò Mornati Luca Agamennoni Alessio Sartori Mario Palmisano Dario Dentale Pierpaolo Frattini Carlo Mornati Gaetano Iannuzzi (Stm.)             | 5:23,29 | Vereinigte Staaten Paul Daniels Matt Deakin Steven Coppola Kenneth Jurkowski Giuseppe Lanzone Daniel Walsh Beau Hoopman Christopher Liwski Marcus McElhenney (Stm.) | 5:24,14 |
| Leichtgewichts-Achter (LM8+)                 | Italien Luigi Scala Giorgio Tuccinardi Livio La Padula Franco Sancassani Martino Goretti Michele Savrie Jiri Vlcek Fabrizio Gabriele Andrea Lenzi (Stm.) | 5:36,35 | Deutschland Marc Rippel Christian Scherhag Björn Steinfurth Alexander Bernhardt Jost Schömann-Finck Matthias Schömann-Finck Lutz Ackermann Matthias Veit Felix Erdmann (Stm.) | 5:38,48 | Polen Tomasz Kowalik Łukasz Siemion Mariusz Stańczuk Jaroslaw Bielaszewski Szymon Wisniewski Maciej Madej Łukasz Pawłowski Cezary Mrozowicz Rafał Wozniak (Stm.)    | 5:38,71 |

### Frauen
| Bootsklasse                        | Gold | Gold    | Silber | Silber  | Bronze | Bronze  |
| ---------------------------------- | --- | ------- | --- | ------- | --- | ------- |
| Einer (W1x)                        | Belarus Kazjaryna Karsten-Chadatowitsch | 7:11,02 | Tschechien Miroslava Knapková | 7:15,02 | Schweden Frida Svensson | 7:18,35 |
| Leichtgewichts-Einer (LW1x)        | Niederlande Marit van Eupen | 7:32,26 | Deutschland Berit Carow | 7:33,61 | Spanien Teresa Mas de Xaxars Rivero                                                                                               | 7:34,98 |
| Doppelzweier (W2x)                 | Australien Liz Kell Brooke Pratley | 6:47,67 | Deutschland Britta Oppelt Susanne Schmidt | 6:47,95 | Neuseeland Georgina Evers-Swindell Caroline Evers-Swindell                                                                        | 6:48,82 |
| Leichtgewichts-Doppelzweier (LW2x) | Volksrepublik China Xu Dongxiang Yan Shimin | 6:55,12 | Australien Marguerite Houston Amber Halliday | 6:56,57 | Griechenland Chrysi Biskitzi Alexandra Tsiavou                                                                                    | 6:57,14 |
| Doppelvierer (W4x)                 | Vereinigtes Königreich Debbie Flood Sarah Winckless Frances Houghton Katherine Grainger                                                             | 6:12,50 | Australien Catriona Sens Sonia Mills Dana Faletic Sally Kehoe                                                                                             | 6:13,99 | Deutschland Christiane Huth Magdalena Schmude Jeannine Hennicke Stephanie Schiller                                                | 6:14,67 |
| Leichtgewichts-Doppelvierer (LW4x) | Volksrepublik China Hua Yu Haixia Chen Xuefei Fan Jing Liu                                                                                          | 6:23,96 | Dänemark Kirsten Jepsen Sine Christiansen Katrin Olsen Juliane Rasmussen                                                                                  | 6:28,16 | Vereinigtes Königreich Laura Ralston Lindsay Dick Hester Goodsell Sophie Hosking                                                  | 6:30,02 |
| Zweier ohne Steuerfrau (W2-)       | Kanada Darcy Marquardt Jane Rumball | 6:54,68 | Neuseeland Juliette Haigh Nicola Coles | 6:56,72 | Deutschland Nicole Zimmermann Elke Hipler                                                                                         | 6:57,11 |
| Vierer ohne Steuerfrau (W4-)       | Australien Robyn Selby Smith Jo Lutz Amber Bradley Kate Hornsey                                                                                     | 6:25,35 | Volksrepublik China Fei Yu Meng Li Tong Li Xiuhua Luo | 6:26,75 | Vereinigte Staaten Portia Johnson Erin Cafaro Esther Lofgren Rachel Jeffers                                                       | 6:28,66 |
| Achter (W8+)                       | Vereinigte Staaten Brett Sickler Megan Cooke Anna Goodale Lindsay Shoop Anna Mickelson Susan Francia Caroline Lind Caryn Davies Mary Whipple (Stf.) | 5:55,50 | Deutschland Nina Wengert Johanna Rönfeldt Christina Gerking Nadine Schmutzler Lenka Wech Maren Derlien Nicole Zimmermann Elke Hipler Annina Ruppel (Stf.) | 5:57,29 | Australien Jo Lutz Robyn Selby Smith Amber Bradley Kate Hornsey Emily Martin Sarah Cook Kim Crow Sarah Heard Lizzy Patrick (Stf.) | 6:00,29 |

### Wettbewerbe des Pararuderns
Die Weltmeisterschaftsrennen in den Klassen des Pararudern werden über 1000 Meter ausgetragen.
| Bootsklasse                                 | Gold                                                                                                 | Gold    | Silber                                                                                        | Silber  | Bronze                                                                                        | Bronze  |
| ------------------------------------------- | --- | ------- | --------------------------------------------------------------------------------------------- | ------- | --------------------------------------------------------------------------------------------- | ------- |
| Para-Männer-Einer (ASM1x)                   | Australien Dominic Monypenny                                                                         | 5:28,87 | Vereinigte Staaten Ronald Harvey                                                              | 5:41,83 | Vereinigtes Königreich Shaun Sewell                                                           | 5:55,23 |
| Para-Frauen-Einer (ASW1x)                   | Vereinigtes Königreich Helene Raynsford                                                              | 6:14,87 | Vereinigte Staaten Patricia Rollison                                                          | 6:23,10 | Polen Martyna Snopek                                                                          | 6:25,67 |
| Para-Mixed-Doppelzweier (TAMix2x)           | Vereinigte Staaten Scott Brown Angela Madsen                                                         | 4:20,50 | Polen Jolanta Pawlak Piotr Majka                                                              |         | Kanada Caitlin Renneson Wilfredo More Wilson                                                  | 4:30,86 |
| Para-Mixed-Vierer mit Steuermann (LTAMix4+) | Vereinigtes Königreich Naomi Riches Vicki Hansford Alastair McKean Alan Crowther Alan Sherman (Stm.) | 3:28,21 | Niederlande Joleen Hakker Trees Blankennagel Paul de Jong Martin Lauriks Tonia Harmsen (Stf.) | 3:32,62 | Kanada Anthony Theriault Karen van Nest Meghan Montgomery John Moorcroft Emma Ferguson (Stf.) | 3:35,19 |

## Medaillenspiegel
| Platz | Land                   | Gold | Silber | Bronze | Gesamt |
| ----- | ---------------------- | ---- | ------ | ------ | ------ |
| 1     | Deutschland            | 3    | 7      | 2      | 11     |
| 2     | Australien             | 3    | 2      | 1      | 6      |
| 3     | Volksrepublik China    | 3    | 1      |        | 4      |
| 4     | Vereinigtes Königreich | 3    |        | 2      | 5      |
| 5     | Italien                | 2    | 3      | 1      | 6      |
| 6     | Neuseeland             | 1    | 2      | 3      | 6      |
| 7     | Frankreich             | 1    | 1      | 2      | 4      |
| 7     | Kanada                 | 1    | 1      | 2      | 4      |
| 9     | Dänemark               | 1    | 1      |        | 2      |
| 10    | Vereinigte Staaten     | 1    |        | 2      | 3      |
| 11    | Niederlande            | 1    |        | 1      | 2      |
| 11    | Polen                  | 1    |        | 1      | 2      |
| 13    | Belgien                | 1    |        |        | 1      |
| 13    | Serbien                | 1    |        |        | 1      |
| 15    | Spanien                |      | 2      | 1      | 3      |
| 16    | Tschechien             |      | 1      | 1      | 2      |
| 17    | Slowenien              |      | 1      |        | 1      |
| 17    | Ukraine                |      | 1      |        | 1      |
| 19    | Estland                |      |        | 1      | 1      |
| 19    | Griechenland           |      |        | 1      | 1      |
| 19    | Irland                 |      |        | 1      | 1      |
| 19    | Schweden               |      |        | 1      | 1      |
| Summe | Summe                  | 23   | 23     | 23     | 69     |

## Doping
Im Frauen-Doppelvierer wurde zunächst das russische Team als Weltmeister geehrt. Wegen eines positiven Dopingtests von Olga Samulenkowa bei einer Trainingskontrolle im Vorfeld der Weltmeisterschaften wurde die Goldmedaille nachträglich Großbritannien zuerkannt.